# Jim Grimsley
Jim Grimsley, né le 21 septembre 1955 à Grifton, en Caroline du Nord, est un romancier, nouvelliste et dramaturge américain.

## Biographie
Issu d'une famille tourmentée d’agriculteurs de Pollackville, Caroline du Nord, appartenant au monde des "Petits Blancs" du Sud des États-Unis, Jim Grimsley dit, en évoquant sa jeunesse, que « pour nous dans le Sud, la famille est le terrain où la folie pousse comme les mauvaises herbes ». Après s’être installé à Atlanta, il y devient pendant presque vingt ans secrétaire au Grady Memorial Hospital avant d’enseigner à la faculté d’écriture créative de l’université Emory. Pendant cette période, Grimsley écrit abondamment et quatorze de ses pièces de théâtre sont produites entre 1983 et 1993.
Ses premières tentatives dans le roman ont moins de succès. Les Oiseaux de l'hiver (Winter Birds) est rejeté pendant huit ans, car les maisons d’édition américaines le considèrent comme trop sombre jusqu’à ce que le roman soit finalement publié en 1984 par un éditeur allemand. Il doit attendre encore deux ans avant de paraître dans sa langue originale. Le roman suscite alors l’intérêt : il reçoit le prix Sue Kaufman de la première œuvre de fiction  de l’Académie américaine des arts et des lettres et est finaliste de la sélection du prix PEN/Hemingway. Le roman n'est traduit en français qu'en 1994 par Annie Saumont et cette traduction reçoit le Prix littéraire Charles-Brisset 1994.
En 1992, il publie Confort et Joie (Comfort and Joy) où l'on retrouve le héros des Oiseaux de l’hiver. Il en publiera aussi une version révisée et réduite, en 1999, finalement moins intéressante. Suivent en 1995 Dream Boy qui reçoit le Stonewall Book Award, L’Enfant des eaux (My Drowning), en 1997, qui remporte le prix Lila Wallace des écrivains du Readers Digest. 
Puis il écrit le roman de fantasy Kirith Kirin qui remporte le prix Lambda Literary pour le meilleur roman de science-fiction ou de fantasy gay de l’an 2000. La suite de ce roman paraît sous le titre de The Ordinary. Enfin paraît en 2002 le roman Boulevard où le Sud des États-Unis sert encore une fois de toile de fond aux aventures d’un jeune homme quittant sa campagne pour la grande ville, La Nouvelle-Orléans.
Les romans de Jim Grimsley sont dans une large mesure autobiographiques et l’on y retrouve certaines des caractéristiques principales de l’auteur, dont l’enfance difficile, l’homosexualité et l’hémophilie. L'œuvre de Grimsley mêle de manière apparemment paradoxale violence et noirceur, tendresse et poésie, mais surtout elle suscite avec force l'émotion du lecteur.  

## Œuvre

### Romans

#### SérieKirith Kirin
- Kirith Kirin (2000)
- The Ordinary (2004)
- The Last Green Tree (2006)

#### Autres romans
- Winter Birds (1984) Publié en français sous le titre Les Oiseaux de l'hiver, traduction de Annie Saumont, Paris, éditions Métailié, 1994 ; réédition, Paris, 10/18, coll. « Domaine étranger » no 3038, 1999  (ISBN 2-264-02542-5)
- Comfort and Joy (1992) Publié en français sous le titre Confort et Joie, traduction de Claire Frédric, Paris, éditions Métailié, 1996 ; réédition, Paris, 10/18, coll. « Domaine étranger » no 3141, 2000  (ISBN 2-264-02938-2)
- Dream Boy (1995) Publié en français sous le titre Dream boy, traduction de Françoise Davreu, Paris, éditions Métailié, 2003
- My Drowning (1997) Publié en français sous le titre L'Enfant des eaux, traduction de Geneviève Leibrich, Paris, éditions Métailié, 1998 ; réédition, Paris, 10/18, coll. « Domaine étranger » no 3312, 2001  (ISBN 2-264-02939-0)
- Forgiveness (2007)

### Mémoires
- How I Shed My Skin: Unlearning the Racist Lessons of a Southern Childhood (2015)

### Nouvelles
- Free in Asveroth (1998)
- Peggy's Plan (2000)
- Into Greenwood (2001)
- Getting the News (2002)
- Perfect Pilgrim (2003)
- The 120 Hours of Sodom (2005)
- Wendy (2006)
- Unbending Eye (2006)
- The Sanguine (2007)
- The God Year (2015)
- Still Life with Abyss (2017)